# Фишер, Анна (актриса)
Анна Фишер (нем. Marion Anna Fischer; род. 18 июля 1986, Берлин) — немецкая киноактриса и певица.

## Биография
Марион Анна Фишер родилась 18 июля 1986 года в Берлине, Германия. С одиннадцати лет Анна занималась музыкой и участвовала в мюзиклах.
В кино Фишер дебютировала в 2003 году благодаря режиссёру Хансу-Кристиану Шмиду, познакомившемуся с ней в берлинском клубе «Haus der Sinne» и предложившему девушке эпизодическую роль в своем фильме «Дальний свет». Далее последовали съемки в телесериалах «Берлин, Берлин», «SOKO Лейпциг», «SOKO Висмар», «Криминалист», «Криминальный отдел», «SOKO Штутгарт».
Значительным прорывом в карьере актрисы стала главная роль в картине «Дитя любви» (2005, реж. Жанетта Вагнер), где она сыграла девушку, ставшую любовницей собственного отца, когда-то ушедшего из семьи. Эта роль принесла юной актрисе приз Макса Офюльса за лучший дебют.
Фильмография Фишер включает более сорока фильмов, среди которых много телевизионных картин, таких, как «Скрытое слово» (ТВ, 2007), «Дело сделано!» (ТВ, 2007), «Бунтарка» (ТВ, 2009) и другие.
Она играла в фильмах «Облако» (2006), «Любовь за стеной» (2009), «Вкус ночи» (2010). В 2012 году озвучивала Ваниллопу фон Кекс в немецкой версии мультфильма «Ральф».

## Номинации и награды
- 2009 — премия «Deutscher Fernsehpreis» в категории «Лучшая актриса второго плана»[8].
- 2009 — премия «Grimme-Preis» в категории «Вымысел»[9].

## Избранная фильмография
| Год       |    | Русское название               | Оригинальное название                | Роль              |
| --------- | -- | ------------------------------ | ------------------------------------ | ----------------- |
| 2003      | с  | Берлин, Берлин                 | Berlin, Berlin                       | Ката              |
| 2006      | ф  | Облако                         | Die Wolke                            | лысая девушка     |
| 2006      | с  | Моя жизнь и я                  | Mein Leben und Ich                   | Нина              |
| 2007—2008 | с  | Криминальный отдел             | KDD — Kriminaldauerdienst            | Марен Эндерс      |
| 2009—2013 | с  | Белла Блок                     | Bella Block                          | Леони Амендт      |
| 2009      | с  | Комиссар Рекс                  | Kommissar Rex                        | Лиза Элснер       |
| 2009      | ф  | Любовь за стеной               | Liebe Mauer                          | Уши               |
| 2010      | ф  | Вкус ночи                      | Wir sind die Nacht                   | Нора              |
| 2010      | ф  | Фанатки на завтрак не остаются | Groupies bleiben nicht zum Frühstück | Лила              |
| 2012      | ф  | Переменная облачность          | Heiter bis wolking                   | Мари              |
| 2012      | мф | Ральф                          | Wreck-It Ralph                       | Ванилопа фон Кекс |
| 2014      | ф  | Лучше, чем ничего              | Besser als nix                       | Сара Герстер      |
| 2014      | тф | Рождество для начинающих       | Weihnachten für Einsteiger           | Катарина          |
| 2017—2020 | с  |                                | Harter Brocken                       | Метте             |
| 2018—2020 | с  |                                | Die Heiland: Wir sind Anwalt         | Ада Холлендер     |